# Dicra
Dicra is een kevergeslacht uit de familie van de boktorren (Cerambycidae). De wetenschappelijke naam van het geslacht werd voor het eerst geldig gepubliceerd in 1906 door Fauvel.

## Soorten
Dicra omvat de volgende soorten:
- Dicra insignicornis Fauvel, 1906
- Dicra nodicornis Fauvel, 1906